# 그로버 워싱턴 주니어

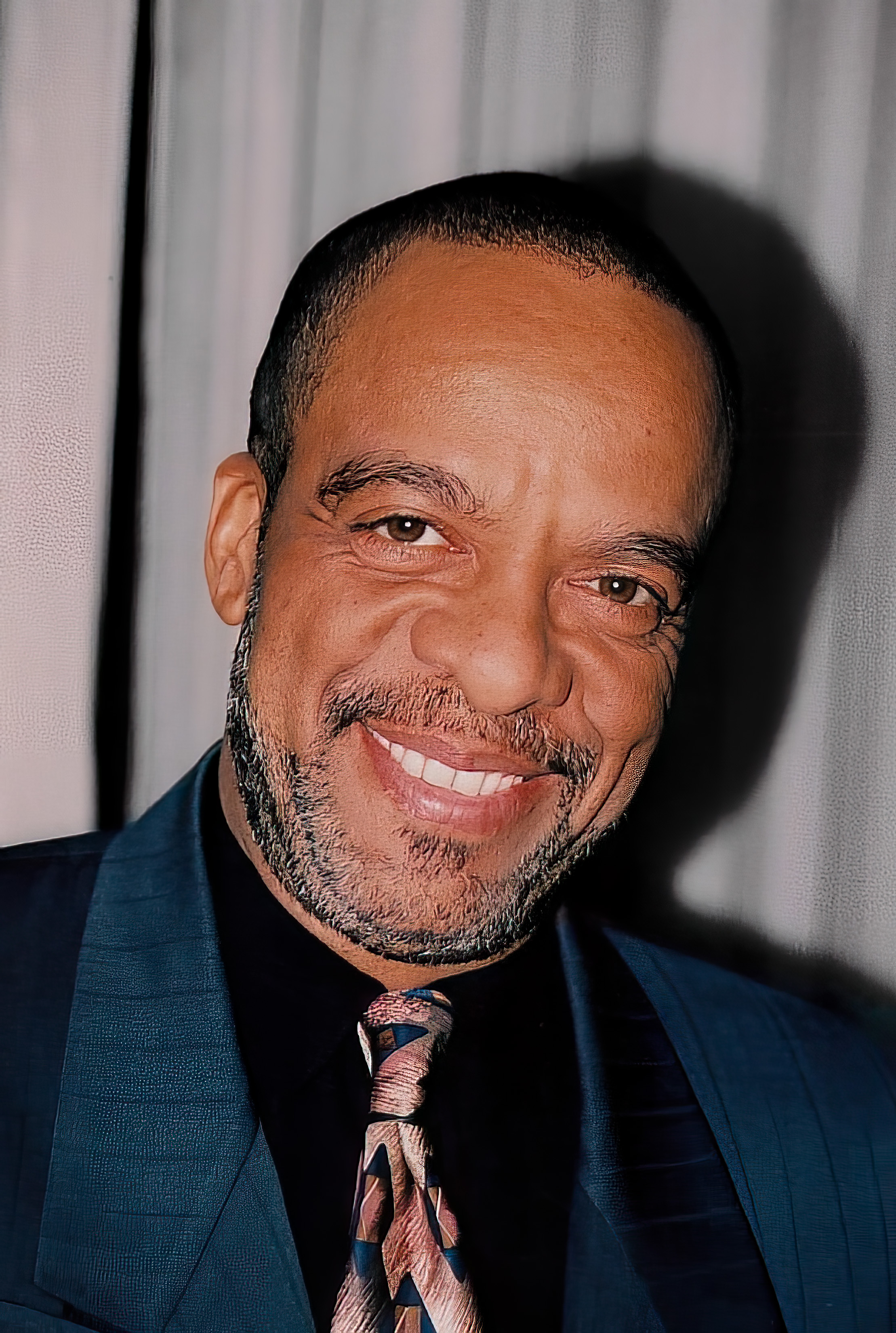
1995년

그로버 워싱턴 주니어(Grover Washington Jr., 1943년 12월 12일 ~ 1999년 12월 17일)는 재즈계의 출신이긴 하나 오히려 파퓰러 무드에서 인기가 높은 테너 색소폰 연주자이다. 플로리다주 태생으로서 1949년에 로이 엘드리지 악단에 참가하였다. 쿠티 윌리엄스, 타이니 브래드쇼 악단을 거쳐 1954년에 자기 악단을 창설, 1956년에 <슬로우 워크>가 히트, 이어 <대니 보이>로 파퓰러한 스타가 되었다.

## 노래
Just the Two of Us